# Coulonvillers
Coulonvillers é uma comuna francesa na região administrativa de Altos da França, no departamento de Somme. Estende-se por uma área de 9,47 km². Em 2010 a comuna tinha 233 habitantes (densidade: 24,6 hab./km²).